# Лебяжье (озеро, Вытегорский район)
Лебяжье — пресноводное озеро на территории Девятинского сельского поселения Вытегорского района Вологодской области.

## Общие сведения
Площадь озера — 0,6 км². Располагается на высоте 198,0 метров над уровнем моря.
Форма озера продолговатая: оно  вытянуто с севера на юг. Берега каменисто-песчаные, местами заболоченные.
Озеро не имеет видимых поверхностных стоков и принадлежит бассейну реки Андомы, впадающей в Онежское озеро.
Острова на озере отсутствуют.
Населённые пункты и автодороги вблизи водоёма отсутствуют. На южном и восточном берегах Лебяжьего расположены урочища, соответственно, Парушево и Голышево на месте покинутых населённых пунктов.
Код объекта в государственном водном реестре — 01040100611102000019746.